# Arne
Arne (en grec antic Ἄρνη) va ser, segons la mitologia grega, una filla d'Èol. De vegades és anomenada Melanipe, i les seves tradicions es confonen.
Higí explica que es va unir amb Posidó i va tenir dos fills bessons, Èol i Beot. Quan el seu pare ho va descobrir la va cegar i la va tancar en una fortalesa, amb l'ordre que li donessin poc menjar, i que els fills els donessin a les feres del bosc. Però als dos bessons els va trobar una vaca que els donà llet. Després els van trobar els pastors que els van recollir i els van criar. Mentrestant, el rei Metapont, demanava a la seva dona Teano que li donés fills o renunciés a la reialesa. Ella va buscar algú que li pogués donar un nen, i va trobar els pastors que li van oferir els bessons. Teano va presentar al rei els dos nens com si fossin propis. Però després, Teano va tenir dos fills de Metapont. La reina, en veure que Metapont s'estimava més els fills més grans, perquè eren molt formosos, va decidir matar-los i guardar el tron per als seus fills. Un dia Metapont va sortir a fer un sacrifici a Diana Metapontina, i Teano va aprofitar per explicar als seus fills que els dos fills grans eren adoptius i que "quan sortissin a caçar els matessin amb els seus ganivets". Van sortir a la muntanya i van començar a lluitar els quatre nois, però els fills de Posidó, potser ajudats pel seu pare, van guanyar i van matar els fills de Teano. Quan van portar els cadàvers al palau Teano es va suïcidar amb un ganivet de caça. Èol i Beot van fugir i es van refugiar amb els pastors que els havien criat. Allà Posidó els va revelar que eren els seus fills i que la seva mare estava tancada en una presó. Van alliberar Arne, la seva mare, i Posidó li va tornar la vista. Els seus fills la van portar a Metapont i el rei s'hi va casar, i va adoptar els bessons com a fills. Més tard, Èol va colonitzar Eòlia i Beot Beòcia.
Diodor explica que Èol va donar la seva filla Arne, embarassada, a un estranger de Metapont, que havia hostatjat a casa seva, amb la condició que se l'emportés a la seva ciutat. Quan va arribar a Metapont, Arne va donar a llum dos bessons als quals va anomenar Èol i Beot. Llavors, un habitant de la ciutat que no tenia descendència, tot obeint un oracle, els va adoptar com a fills. Quan els nens van ser grans, i aprofitant una revolta, van prendre per la força la ciutat del seu pare adoptiu. Arne i la dona del metapontí que els havia acollit que es deia Autolita, van disputar, i els bessons, defensant la seva mare, van matar Autolita. Els habitants de la ciutat, indignats, van obligar Èol i Beot a exiliar-se. Es van emportar Arne amb ells, i van marxar amb unes naus amb tots aquells que van voler seguir-los. Èol va arribar a les illes Eòlies al nord de Sicília, a les que va donar el seu nom, i va fundar allà la ciutat de Lipara. Beot va marxar en una altra direcció acompanyat de la seva mare Arne, i va arribar a les terres del seu avi Èol, on es va instal·lar. Va anomenar Arne, pel nom de la seva mare, el territori i una ciutat (Pausànias diu que més endavant va ser coneguda com a Queronea), i beocis als seus habitants.